# 长白蜂斗菜
长白蜂斗菜（学名：Petasites rubellus）为菊科蜂斗菜属的植物。分布于俄罗斯、远东以及中国大陆的吉林等地，生长于海拔1,800米至2,800米的地区，多生长在林下以及林缘，目前尚未由人工引种栽培。
其种加词“rubellus”意为“淡红色的”。

## 别名
长白蜂斗叶（东北植物检索表）